# Francesco Monterisi
Francesco Monterisi (Barletta, 28 mei 1934) is een Italiaans geestelijke en een kardinaal van de Rooms-Katholieke Kerk.
Monterisi werd op 16 maart 1957 tot priester gewijd. Op 24 december 1982 werd hij benoemd tot apostolisch pronuntius voor Zuid-Korea en titulair aartsbisschop van Alba Maritima. Zijn bisschopswijding vond plaats op 6 januari 1983. 
In 1987 kwam Monterisi naar Rome om te gaan werken in de Romeinse Curie. In 1993 werd hij apostolisch nuntius voor Bosnië en Herzegovina. In 1998 keerde hij terug naar Rome om aan de slag te gaan als secretaris voor de Congregatie voor de Bisschoppen en van het College van Kardinalen. In 2009 werd hij aartspriester van de Sint-Paulus buiten de Muren.
Monterisi werd tijdens het consistorie van 20 november 2010 kardinaal gecreëerd.  Hij kreeg de rang van kardinaal-diaken. Zijn titeldiakonie werd de San Paolo alla Regola. Monterisi nam deel aan het conclaaf van 2013.
Monterisi ging op 23 november 2012 met emeritaat. Op 28 mei 2014 verloor hij in verband met bereiken van de 80-jarige leeftijd het recht deel te nemen aan een toekomstig conclaaf.
Op 3 mei 2021 werd Monterisi bevorderd tot kardinaal-priester. Zijn titeldiakonie werd tevens zijn titelkerk pro hac vice.